# مهاجرت به ژاپن
مهاجرت به ژاپن (انگلیسی: Immigration to Japan) بنا به گفته وزارت دادگستری ژاپن، با افزایش تعداد ساکنان خارجی در این کشور پس از جنگ جهانی دوم به‌طور پیوسته افزایش پیدا کرده‌است؛ به طوریکه در پایان ۲۰۱۵ تعداد ساکنان خارجی در این کشور (به استثنای مهاجران غیرقانونی یا گردشگران کوتاه مدت خارجی یا گردشگران کمتر از ۹۰ روز در ژاپن) بیش از ۲٫۲۳ میلیون نفر بود. با در نظر گرفتن تخمین جمعیت ۱۲۷٫۱۱ میلیون نفر در ۲۰۱۵ جمعیت ساکنان خارجی در ژاپن تقریباً ۱٫۷۵ درصد کل جمعیت این کشور را در بر می‌گیرد.

## تاریخچه
با توجه به دور بودن موقعیت جغرافیایی ژاپن و دوره ساکوکو یا خود انزوایی این کشور، مهاجرت، همگون سازی فرهنگی و ادغام مهاجران خارجی به جامعه اصلی ژاپن نسبتاً محدود بوده‌است. یوکیو کوشیرو از مورخان ژاپن قبل از سال ۱۹۴۵، سه موج مهاجرت مهم و تاریخی به ژاپن را در تقویم ثبت کرده‌است. یکی استقرار هنرمندان و روشنفکران کره‌ای در قرن هجدهم موسوم است. دیگری عرضه پناهندگی به تعداد کمی از خانواده‌های چینی و سوم مهاجرت اجباری ۶۷۰٫۰۰۰ نفر از کارگران کره ای و چینی در جنگ جهانی دوم می‌باشد.
پس از ۱۹۴۵، برخلاف کارگران مهاجر آلمان در دهه پنجاه که در اقتصاد پیشرفته صنعتی آلمان مورد استقبال نیز قرار می‌گرفتند. ژاپن بیشتر وابسته به اقتصاد روستایی و کشاورزان بود تا نیازهای نیروی انسانی صنعت این کشور را تأمین نماید.
با این حال، مطالبات صاحبان حرف و کسبه خرد و تغییرات جمعیتی در اواخر دهه ۱۹۸۰، به میزان محدودی ژاپن موجی از مهاجران غیرقانونی از کشورهایی نظیر فیلیپین و ایران را پذیرفت.
تولیدات خارج از کشور در دهه ۱۹۸۰ از جمله شرکتهای ژاپنی را در برخی از صنایع پرتنش مانند تولید محصولات الکترونیکی و مونتاژ وسایل نقلیه قادر ساخت تا به نیروی کار انسانی وارداتی وابسته نباشند. در سال ۱۹۹۰، دولت قانون جدیدی را وضع کرد تا اقوام ژاپنی از آمریکای جنوبی مانند برزیلی‌های ژاپنی و پرویی در اولویت گرفتن ویزای کار قرار گیرند؛ و بدین ترتیب تا ۱۹۸۸ قریب به ۲۲۲٫۲۱۷ نفر از اتباع برزیل به عنوان ساکنان مقیم در ژاپن ثبت شدند یا گروه‌های کوچکتر دیگری از پرو و آرژانتین نیز ثبت نام کردند. با افت شرایط اقتصادی در سال ۲۰۰۹ این روند پذیرش با تغییر دولت عوض شد و مطابق برنامه جدید دولت مهاجران برزیلی و سایر مهاجران آمریکای لاتین را با پرداخت کمک مالی ۲۰۰۰دلاری و پرداخت هزینه ۳۰۰۰ دلاری برای بلیط هواپیما به هر نفر تشویق به بازگشت به خانه‌هایشان کرد تا انگیزه رفتن پیدا کنند.
در نیمه دوم ۲۰۱۵، با توجه به کهولت فزاینده جمعیت ژاپن در بخش‌های کلیدی مانند ساخت و ساز، خدمات امور کامپیوتری و سیستم‌های درمانی و فقدان نیروی انسانی در این کشور بار دیگر سیاستمداران ژاپنی دوباره به فکر بازکردن موقت نیروی کار خارجی افتاده و یک برنامه کارآموزی موقت را جاری کردند.

## آمار مهاجرت کنونی
اتباع خارجی مقیم ژاپن که در آمار مهاجرت به ساکنان دائم و ساکنان میان مدت (بر اساس ویزای اقامت دائم برای ۱۲ ماه یا بیشتر) محاسبه می‌شوند شامل افراد و وابستگان ثبت شده آنها می‌باشند.

## پناهندگان و پناهجویان
ژاپن یکی از امضا کنندگان کنوانسیون ۱۹۵۱ سازمان ملل متحد و پروتکل ۱۹۶۷ است؛ بنابراین متعهد است از کسانی که بنا به تعریف قانونی یک پناهنده در پی پناهندگی هستند و افراد آواره ای که درصورت بازگشت به کشورشان در معرض آزار و اذیت قرار می‌گیرند حمایت کند.
ژاپن در پیشینه‌اش از جمله کشورهای سخاوتمندی است که در برنامه کمک رسانی و برنامه‌های اسکان مجدد سازمان ملل کمک کرده و در سال ۲۰۱۴ دومین کمک کننده بزرگ کمیساریای عالی پناهندگان سازمان ملل در جهان بود و طی سالهای ۱۹۹۱ تا ۲۰۰۰ ساداکو اوگاتا در موضع کمیساریای عالی سازمان ملل متحد برای پناهندگان خدمت کرده‌است.
در دسامبر ۲۰۱۵، ژاپن ۱۳٫۸۳۱ نفر ثبت شده درخواست پناهندگی تحت بررسی داشت که از ۷۵۰۰نفری که درخواست پناهندگی کرده بودند تنها ۲۷ درخواست پناهندگی را تأیید کرد، در سال ۲۰۱۴ نیز از بیش از ۵۰۰۰ درخواست پناهندگی فقط ۱۱ مورد را تأیید نمود و همچنین در سال ۲۰۱۶ از بیش از ۱۰٫۰۰۰ نفری که درخواست پناهندگی کرده بودند تنها۲۸ نفر را پذیرفت. این رتبه پذیرش پناهندگان در ژاپن تاریخی است به‌طوری که طی ۲۲ سال گذشته از ۱۹۸۲ تا ۲۰۰۴ مجموعاً ۳۳۰ متقاضی پناهندگی موفق به کسب پناهندگی شدند که معدلش در هر سال ۱۵ نفر می‌شود.

## مهاجرت غیرقانونی
براساس گزارش وزارت دادگستری، تعداد اتباع خارجی که بعد از گذران مدت مجاز اقامتشان به‌طور غیرقانونی در ژاپن اقامت داشتند در تاریخ اول ژانویه ۲۰۱۵ به میزان ۶۰٫۰۰۰ نفر کاهش یافته‌است. این آمار مهاجران غیرقانونی در ماه مه ۱۹۹۳ در حدود ۳۰۰٫۰۰۰ نفر افزایش داشت اما به تدریج با اجرای قوانین سختگیرانه در مرزها و نظارت بر محلهای کار و گسترش برنامه‌های کارگران خارجی راه‌های قانونی برای فرصتهای شغلی کوتاه مدت در ژاپن کاهش پیداکرده.
کنترل مرزی در بندرها ورودی برای اتباع خارجی شامل بررسی اسناد هویت شخصی، اثر انگشت و گرفتن عکس می‌باشد. امنیت در بندرها هوایی و دریایی دقیقاً کنترل می‌شود. در نتیجه با توجه به داده‌های وزارت کشور ژاپن، بزرگ‌ترین منبع مهاجران غیرقانونی در ژاپن، آن دسته از اتباع خارجی هستند که به‌طور غیرقانونی بیش از مدت زمان ۹۰ روز از ویزای موقت خود در ژاپن مانده‌اند.

## ادغام مهاجرین به جامعه ژاپن

### قبول تابعیت
در ۲۰۱۵ قریب به ۹٫۶۶۹ درخواست تابعیت شهروندی ژاپن مورد تأیید قرار گرفته‌است. شمار ساکنان خارجی در ژاپن برای کسب تابعیت و شهروندی در سال ۲۰۰۸ به بیش از ۱۶٫۰۰۰ نفر رسید اما در سال ۲۰۱۵ به ۱۲٫۴۴۲ نفر کاهش یافت. بررسی درخواست‌ها می‌تواند تا ۱۸ ماه به طول انجامد. معیارهای گزینش بالا می‌رود و مأموران و بازرسان مهاجرت در تفسیر معیارهای واجد شرایط بودن و معیارهای رفتاری خوب عمل می‌کنند.

### قومیت و ملیت
مفهوم مینی زوکو یا گروه قومی در ژاپن نشان دهنده تفاوت بین هویت‌های نژادی، قومی و ملی نیست. به عنوان مثال در سرشماری انگلیس جدایی قومی و زمینه‌های نژادی را از ملیت جدا می‌کند. در سر شماری ژاپن و اداره آمار این کشور هیچ تمایزی نمی‌شود قائل شد.
تعریف مرزهای قومی و نژادی در کنار ملی، بسیاری از مردم را به نمایندگی از ژاپن به عنوان یک ملت همگن قوی را با خلوص صریح خون و فرهنگ نشان می‌دهند.
مفهوم مینی زوکو یکپارچه اتوریته قانونی را حفظ می‌کند. بر اساس اصلاحیه ۱۹۸۴ قانون ملی ژاپن تابعیت یک فرد به جای محل تولد به خون وی گره می‌خورد برای همین تابعیت در ژاپن منحصر به فرد است. برای همین متقاضیان تابعیت طبیعتاً باید اول ملیت خود را نفی کنند و کسانی که در ژاپن متولد شده‌اند تا سن ۲۰ سالگی باید بین تابعیت ژاپنی و غیر یکی را انتخاب کنند.

### افکار عمومی نسبت به مهاجرت
در نظر سنجی‌های گذشته نشان می‌دهد که اکثر مردم ژاپن مخالف گسترش مهاجرت هستند. با این حال در نظر سنجی سال ۲۰۱۵ که توسط بنیاد آساهی شیمبون صورت گرفت نشان داد ۳۴ درصد از خوانندگان آن مخالف گسترش مهاجرت برای حفظ موقعیت اقتصادی ژاپن در برابر افزایش سرعت کهولت در این کشور و کاهش نیروی انسانی هستند، در حالی که ۵۱ درصد خوانندگان موافق افزایش مهاجرت بودند. تقریباً نیمی از خوانندگان آساهی شیمبون که به این نظر سنجی پاسخ دادند تأکید کردند که مهاجران باید به فرهنگ ژاپن احترام بگذارند و از آداب و رسوم ژاپنی اطاعت نمایند. درحالی‌که یک چهارم کسانی که در نظرسنجی شرکت داشتند گفتند مردم ژاپن باید تنوع را در نظر بگیرند.